# Giulia Arena
Giulia Arena (Pisa, 22 aprile 1994) è un'attrice, conduttrice televisiva ed ex modella italiana, vincitrice della 74ª edizione di Miss Italia 2013.

## Biografia
Nasce a Pisa ma si trasferisce appena nata a Messina, città d’origine dei genitori. Nel 2013 ha partecipato al concorso di bellezza Miss Italia con la fascia di "Miss Cinema Planter's Sicilia", venendo eletta vincitrice; è stata inoltre eletta Miss Cinema. È la prima Miss Italia a essere stata eletta in diretta su LA7, nonché la prima Miss Italia ad essere eletta a Jesolo dopo l'abbandono di Salsomaggiore Terme come sede storica. Giulia Arena è stata la decima Miss Italia proveniente dalla Sicilia. Al tempo della vittoria, era ancora studentessa di Giurisprudenza internazionale dell'Università Cattolica del Sacro Cuore di Milano.

Giulia Arena nel 2013

Nel luglio 2013 vince il 3º concorso Marefestival di Salina, la cui giuria era presieduta da Jessica Bellinghieri, Miss Mondo Italia 2013.
Nel 2014 fa il suo debutto come conduttrice televisiva presentando su LA7 due edizioni del programma Mode e modi e una di Mode e modi - Food assieme a Andy Luotto. Nella primavera del 2015 le viene affidata la conduzione del programma culinario Gustibus. Nel settembre 2016 prende parte a Miss Italia 2016 come conduttrice delle anteprime sulle semifinali in seconda serata dal titolo Miss Italia - A un passo dalla finale, e come inviata nel backstage durante la serata finale del concorso presentata da Francesco Facchinetti. Nella primavera del 2017 passa a Rai 4, dove conduce assieme a Leonardo Decarli e Diletta Parlangeli il programma televisivo Kudos - Tutto passa dal web, in onda in seconda serata. Viene confermata anche alla conduzione della seconda edizione del programma, in onda dal 14 settembre 2017, affiancata però da Valerio Scanu al posto di Decarli.
Dal 2018 al 2023 è una delle interpreti della soap opera di Rai 1 Il paradiso delle signore, in cui interpreta la nobildonna Ludovica Brancia di Montalto. Nel 2019 gira la serie televisiva Bella da morire, andata in onda nella primavera del 2020, dove interpreta il ruolo di Gioia Scuderi. Il 24 luglio 2021 conduce la serata finale del Marettimo Italian Film Fest, trasmessa da Rai 2 il 13 settembre 2021.

## Vita privata
Il 21 settembre 2024 ha sposato nel Duomo di Siracusa, il suo fidanzato con cui sta da nove anni, Antongiuseppe Morgia

## Filmografia

### Cinema
- La donna per me, regia di Marco Martani (2022)

### Televisione
- Il paradiso delle signore – soap opera (2018-2023)
- Bella da morire – serie TV (2020)
- Costanza, regia di Fabrizio Costa – serie TV (2025)

### Videoclip
- Amarsi è un miracolo di Alberto Urso (2021)

## Programmi televisivi
- Miss Italia (LA7, 2013, 2016, 2018; Rai 1, 2019)[9]
- Mode e modi (LA7, 2014)
- Mode e modi - Food (LA7, 2014)
- Gustibus (LA7, 2015-2016)
- Kudos - Tutto passa dal web (Rai 4, 2017)
- Marettimo Italian Film Fest - Premio Stella Maris (Rai 2, 2021)